# Кады
Кады (тат. Кады) — река в России, протекает по Киясовскому району Удмуртии и Агрызскому району Татарстана. Левый приток реки Кырыкмас.

## География
Длина реки — 20 км, площадь водосборного бассейна — 118 км². Исток на Сарапульской возвышенности, в 2,5 км к юго-западу от деревни Кады-Салья в Удмуртии. Течёт на северо-восток через упомянутую деревню, входит в овраг и переходит на территорию Татарстана. За оврагом имеется крупный пруд, ниже него на левом берегу расположена деревня Кадыбаш, после которой река поворачивает на северо-запад. Слева впадает приток Ары-Казы, в этом месте река также запружена. Ниже по левому берегу расположено село Девятерня, после него река поворачивает на северо-восток и впадает в Кырыкмас в 43 км от его устья по левому берегу.
В бассейне реки также находятся деревни Касаево и Галеево в Татарстане.
Основные притоки (от устья) — левый: Ары-Казы (дл. 9,2 км), правые: Мал. Кады и Алгинская Елга.

## Гидрология
Река со смешанным питанием, преимущественно снеговым. Замерзает в конце октября — начале ноября, половодье в первой декаде апреля. Средний расход воды в межень у устья — 0,06 м³/с.
Густота речной сети водосбора 0,4 км/км², лесистость 15 %. Годовой сток в бассейне 115 мм, из них 100 мм приходится на весеннее половодье. Общая минерализация от 200 мг/л в половодье до 500 мг/л в межень.

## Данные водного реестра
По данным государственного водного реестра России относится к Камскому бассейновому округу, водохозяйственный участок реки — Иж от истока до устья, речной подбассейн реки — бассейны притоков Камы до впадения Белой. Речной бассейн реки — Кама.
Код объекта в государственном водном реестре — 10010101212111100027477.